# Nadine Garner
Pour les articles homonymes, voir Garner.
Nadine Garner est une actrice australienne née le 14 décembre 1970 à Melbourne. Elle est connue pour jouer le rôle de Jennifer Mapplethorpe dans la série télévisée australienne City Homicide : L'Enfer du crime.

## Filmographie
- 2002 : Young Lions : Rebecca Ann Sharp (saison 1, 2 épisodes)
- 2005-2006 : Blue Water High : Surf Academy : Deborah Callum
- 2006 : The Book of Revelation : Margot
- 2007-2009 : City Homicide : L'Enfer du crime : Jennifer Mapplethorpe
- 2008 : Dancing Queens : Paulette